# Druga knjiga o Samuelu
Druga knjiga o Samuelu jedna je od knjiga Staroga zavjeta koja pripada deuteronomističkoj povijesti. Kratica za ovu knjigu je: 2 Sam.

## Književni sastav
Druga knjiga o Samuelu zajedno s Prvom knjigom o Samuelu opisuje povijest Izraela od posljednjeg suca Samuela do kralja Davida. Obje knjige o Samuelu sačinjavale su u hebrejskoj Bibliji jedno djelo. U Septuaginti i Vulgati navode se kao Prva i Druga knjiga o Kraljevima, a Prva i Druga knjiga o Kraljevima kao Treća i Četvrta knjiga o Kraljevima. 

## Povijest i vrijeme nastanka
Zbog pogrešna tumačenja teksta Prve knjige Ljetopisa(1 Ljet 29,29) nastaje predaja da ih je napisao Samuel, pa je i u njihov naslov kasnije stavljeno Samuelovo ime. Ali knjige ne potječu od Samuela niti je on središnja ličnost u njima. Samo prvi dio prve knjige govori o njemu.  Druga knjiga o Samuelu pokriva razdoblje od Šaulove smrti u bitci s Filistejcima kod Gilboe oko 1010. g. pr. Kr. pa sve do smrti kralja Davida oko 970. g. pr. Kr.  Stručnjaci drže da su knjige o Samuelu nastala iz dva raznodobna izvora. Jedan od njih, stariji, trebao bi potjecati iz Salomonova doba (970. – 931.g.).  U njemu se osnivanje kraljevstva ocjenjuje kao Božji blagoslov. Samuel je manje istaknut; on je više skromni prorok nego vođa naroda. Šaul je plemenit, ali nesretan, a David je pravi junak, ali ima i ljudskih slabosti. Druga knjiga o Samuelu nastala je uglavnom na temelju toga izvora. Mlađi izvor potječe negdje iz posljednjih desetljeća monarhije (750. – 650.)

## Sadržaj
Druga knjiga o Samuelu počinje smrću kralja Šaula (2Sam 1,1). David iskazuje svoje poštovanje prema pokojnicima, Šaulu i njegovu sinu Jonatanu. Tuguje za njima u svojoj tužaljki (2Sam 1,19-27).  Nakon toga David je posvećen za kralja u Hebronu od strane Judejaca, a sjeverna mu plemena suprotstavljaju Išbaala, Šaulova potomka, koji je prebjegao u Transjordaniju. Međutim ubojstvo Išbaala omogućilo je ujedinjenje i David je ponovno pomazan za kralja u Hebronu i priznat za kralja od čitavog Izraela. Zauvijek je odbio Filistejce pobjedom u ratu. Premješta središte kraljevstva u Jeruzalem i s velikim slavljem donosi Kovčeg Saveza u Jeruzalem.  David dobiva veliko obećanje što ga je Bog dao po proroku Natanu. Natan navješta dolazak Mesije koji će biti Davidov potomak (2Sam 7). Od devetog poglavlja počinje duga pripovijest koja će završiti tek na početku Knjige o Kraljevima (1Kr 1-2). To je pripovijest o Davidovoj obitelji, o borbama za nasljedstvo na prijestolju koju je napisao neki očevidac u prvoj polovici Salomonova kraljevanja. Također se spominje osvajanje Transjordanije i širenje utjecaja na Aramejce i južnu Siriju. David je bio kralj Izraela i Jude, a te su se dvije skupine često međusobno suprotstavljale; Abšalomovu pobunu podržavala su plemena sa sjevera (Izrael), a nakon Abšaloma Benjaminovac Šeba htio je podignut narod Izraela da se „vrati u svoje šatore“. Te pobune daju nam naslutiti rascjep Davidova kraljevstva. Pripovijest je prekinuta u 2Sam 21 – 24 gdje su skupljeni dijelovi raznog podrijetla o Davidovu kraljevanju.

## Vjerska poruka
Druga knjiga o Samuelu izlaže prilike i poteškoće kraljevstva Božjega na zemlji. Ideal je postignut tek u vrijeme Davida: ovom je uspjehu prethodio Šaulov neuspjeh, a poslije njega slijedile su sve nevjernosti monarhije koje će izazvati Božju osudu i biti propast nacije.

## Utjecaj na Novi zavjet
Počevši od Natanova proročanstva mesijanska se nada pothranjivala obećanjima koja su dana kući Davidovoj. Novi zavjet na to se poziva tri puta: Dj 2,30; 2 Kor 6,18; Heb 1,5. Isus je potomak Davidov i naziv „sin Davidov“ što mu ga narod daje priznanje je njegovih mesijanskih naslova.